# Ascorhynchus somaliensis
Ascorhynchus somaliensis är en havsspindelart som beskrevs av Stock, J.H. 1994. Ascorhynchus somaliensis ingår i släktet Ascorhynchus och familjen Ammotheidae. Inga underarter finns listade i Catalogue of Life.